# Főnix Könyvműhely
A Főnix Könyvműhely egy 1995-ben alapított magyar könyvkiadó, ami külföldi és hazai írók gyermekirodalom, young-adult, steampunk, felnőtt science-fiction, fantasy és krimi témájú könyveinek kiadásával foglalkozik. A kiadó vezetője Farkas Zoltán.

## Története
A kiadó 1995-ben kezdte tevékenységét a Főnix (történelem, műveltség, hagyomány) című folyóirat elindításával, az Alma Mater Alapítvány kiadásában.
Könyvkiadással 1997 óta foglalkozik a kiadó, a kezdeti években kis példányszámban jelentetett meg őstörténeti, művelődéstörténeti és néprajzi munkákat. 
A Főnix Könyvek sorozat kortárs szerzők műveit adta közre, a Főnix Téka ritakságnak számító, régi könyvek újra kiadására vállalkozott. A Főnix Magtár szépirodalmi műveket adott ki.
2000-ben elindult a Főnix Mesetár, majd folytatásaként két sorozat indult: 2004-ben az „Egyszer volt, hol nem volt…” és 2009-ben a Históriás Regények sorozat.
2011-ben hozták létre a Főnix Könyvműhely nevet, amely már a népszerű, szórakoztató irodalom zsánereit adta ki, kezdetben főleg gyermek- és ifjúsági, young-adult regényeket, majd egyre több sci-fi, fantasy, steampunk zsánerébe tartozó regény jelent meg náluk.
2017-től Főnix|Nova megjelöléssel adja ki young-adult, ifjúsági regényeit, 2018-ban pedig elindította Főnix|Astra sorozatát, amely már a felnőtt olvasóközönséget célozza meg komolyan science-fiction és fantasy zsánerébe tartozó műveivel.

## Szerzőik[3]
- A. M. Aranth (2019-óta más kiadónál jelennek meg a könyvei)
- Acsai Roland
- Andrew Lane
- Anne Nesbet
- Bíró Szabolcs
- Dan Krokos
- Dörnyei Kálmán
- George Mann
- Hertelendy Anna
- Holden Rose
- Imre Viktória Anna
- J. R. Johansson
- Jeff Hirsch
- Kieran Larwood
- Kristen Kittscher
- Lana Krumwiede
- Mészáros András
- Michael J. Martinez
- Michael Molloy
- Mickey Long
- P. J. Hoover
- Patrick J. Morrison
- Peter Sanawad
- Rachel & Mike Grinti
- Riley E. Raines
- R. J. Hendon
- Sofía Rhei
- Stephen Chambers
- Szélesi Sándor
- Szilágyi Zoltán
- Victoria Schwab
- Vivien Holloway